# Востроилов, Владимир Трофимович
Владимир Трофимович Востроилов (11 марта 1936, Воронеж, СССР — 15 мая 2013, Санкт-Петербург) — советский футболист, вратарь. Мастер спорта СССР (1960).
В 1954 году попал в состав московского «Локомотива», но за два сезона не провёл ни одного матча — первым вратарём был Вадим Кублицкий. Начало сезона 1956 года отыграл в «Трудовых резервах» Ленинград, затем вернулся в «Локомотив», где в 1956—1957 годах провёл 8 матчей, будучи дублёром Владимира Маслаченко. В 1958 году перешёл в кишинёвскую «Молдову», за которую провёл три сезона.
В 1961 году оказался в составе ЦСКА. 13 мая в домашнем матче против своего предыдущего клуба «Молдовы» вышел после перерыва при счёте 5:0, заменив основного вратаря Василия Иванова, и за полчаса пропустил 4 гола. ЦСКА выиграл 6:4, но Востроилов не сыграл больше ни одного матча и в следующем сезоне по приглашению Евгения Елисеева перешёл в ленинградский «Зенит». В 1963 году в 38 матчах отстоял «на ноль» в 18, лишь в сезоне-2011/12 это достижение перекрыл Вячеслав Малафеев. За «Зенит» провёл 6 сезонов, в чемпионате сыграл 133 матча, пропустил 154 гола.
После окончания карьеры работал начальником команды и тренером в «Динамо» Ленинград, СДЮСШОР «Кировец».
Скончался 15 мая 2013 года. Похоронен на Северном кладбище Санкт-Петербурга.